# Microsampling
Microsampling bezeichnet eine Form, Musik auf Basis von sehr kleinen Samples zu erstellen. 
Zum ersten Mal bei Plunderphonics-Musikern wie John Oswald (Plexure, 1993), später bei Akufen oder Prefuse 73 zu hören, werden hierbei Samples in der Größenordnung von meist unter 3 Sekunden verwendet und zu Musik zusammengesetzt. Neben künstlerischen Zielen gilt es auch, Probleme mit dem Urheberrecht bzw. Leistungsschutzrecht zu vermeiden, da die Verwendung längerer Passagen bei entsprechendem Wiedererkennungswert und Schöpfungshöhe gegebenenfalls die Rechte des Urhebers, des ausübenden Künstlers und des Tonträgerherstellers verletzen kann.
Hierbei unterliegt die urheber- bzw. leistungsschutzrechtliche Relevanz zumindest in der Bundesrepublik Deutschland immer der Wertung des ggf. mit dem Fall befassten Gerichtes. Die verbreitete Meinung, dass Samples erst ab einer (gegebenenfalls gesetzlich geregelten) festgelegten Länge urheber- bzw. leistungsschutzrechtlich relevant werden, ist ein verbreiteter Irrtum.